# Paul Bird Motorsport
Il Paul Bird Motorsport è una squadra britannica che partecipa a competizioni di motociclismo sportivo, fondata da Paul Bird.

## Storia
Il team, formato nel 1996, inizia a correre in diverse classi del campionato britannico con delle Aprilia e delle Honda, vincendo nel 1999 con John McGuinness il titolo nazionale 250cc e il Tourist Trophy. Negli stessi anni fa registrare alcune partecipazioni come wild card al GP di Gran Bretagna del motomondiale, tre delle quali nella classe 500 con una Honda NSR 500 V2 affidata a McGuinness nelle edizioni dal 1998 al 2000.
Dal 2001 al 2004 la squadra passa a impiegare, per quanto riguarda il campionato britannico Superbike, delle Ducati, riuscendo a vincere con un proprio pilota per due anni consecutivi il titolo, nel 2002 con Steve Hislop e nel 2003 con Shane Byrne. Nel 2002 la squadra ottiene il campionato anche nella categoria Supersport nazionale con Stuart Easton. Nello stesso periodo i primi due marcano presenze occasionali nel mondiale Superbike, con Byrne che ottiene la vittoria in entrambe le gare a Brands Hatch nel 2003, mentre il terzo viene iscritto a due eventi del mondiale Supersport nel 2002. Dal 2005 al 2007, sempre nella superbike britannica, la squadra ritorna a portare in gara delle Honda.
Nel 2008 il team si iscrive a tempo pieno al mondiale Superbike, schierando una Honda CBR1000RR per Gregorio Lavilla, al quale viene affiancato nelle ultime gare dell'anno Chris Walker. Nelle tre stagioni successive, dal 2009 al 2011, gestisce invece il team ufficiale Kawasaki Racing, concludendo l'incarico con una vittoria all'attivo ottenuta da Tom Sykes al Nürburgring nel 2011, prima di venire rimpiazzato dalla formazione spagnola Provec.
I primi giorni di maggio del 2011 la squadra passa all'attenzione della cronaca in quanto in un camion usato per trasportare le moto, la polizia britannica, durante un controllo alla frontiera di Dover, rinviene una pistola ed un ingente quantitativo di sostanze stupefacenti. Quattro componenti della squadra vengono arrestati ed immediatamente rilasciati al seguito del pagamento di una cauzione, mentre i vertici con un comunicato stampa dichiarano la totale estraneità del team nella vicenda.
Lasciato il campionato mondiale Superbike, per il 2012 decide di passare alla categoria MotoGP usufruendo del nuovo regolamento CRT, schierando una ART GP12 per James Ellison, oltre a tornare al campionato britannico Superbike con Byrne e Easton, in questo caso con delle Kawasaki.
Nel 2013 in MotoGP il team corre con due piloti, Yonny Hernández e Michael Laverty, che guidano rispettivamente una ART e una PBM, chiudendo la stagione con 10 punti. Nel 2014 il team corre nuovamente in MotoGP, con i piloti Michael Laverty e Broc Parkes. Al termine di questa stagione, il team decide di abbandonare la MotoGP per concentrarsi sul Campionato britannico di Superbike.

## Risultati del team in MotoGP
I punti e il risultato finale sono la somma dei punti ottenuti da entrambi i piloti e il risultato finale si riferisce al team e non al costruttore.
| Anno | Moto     | Gomme | Piloti        |    |     |     |    |    |    |    |    |    |     |    |    |    |    |    |   |     |   | Punti | Pos. |
| ---- | -------- | ----- | ------------- | -- | --- | --- | -- | -- | -- | -- | -- | -- | --- | -- | -- | -- | -- | -- | - | --- | - | ----- | ---- |
| 2012 | ART GP12 | B     | James Ellison | 18 | Rit | Rit | 11 | 16 | 14 | 14 | 15 | 14 | Rit | 15 | 15 | 13 | 14 | 14 | 9 | Rit | 9 | 35    | 11º  |

| Anno | Moto              | Gomme | Piloti          |    |    |     |     |    |     |    |     |     |     |    |    |     |     |     |    |    |     | Punti | Pos. |
| ---- | ----------------- | ----- | --------------- | -- | -- | --- | --- | -- | --- | -- | --- | --- | --- | -- | -- | --- | --- | --- | -- | -- | --- | ----- | ---- |
| 2013 | ART GP13 e PBM 01 | B     | Yonny Hernández | 14 | 15 | Rit | Rit | 16 | 13  | 19 | Rit | 15  | Rit | 16 | 20 | Rit |     |     |    |    |     | 10    | 12º  |
| 2013 | ART GP13 e PBM 01 | B     | Michael Laverty | 17 | 16 | 13  | 17  | 17 | Rit | 22 | 16  | Rit | 18  | 18 | 19 | 18  | Rit | Rit | 18 | 19 | 17  | 10    | 12º  |
| 2013 | ART GP13 e PBM 01 | B     | Damian Cudlin   |    |    |     |     |    |     |    |     |     |     |    |    |     | Rit | Rit | 21 | 21 | Rit | 10    | 12º  |

| Anno | Moto   | Gomme | Piloti          |    |     |    |    |    |    |    |    |     |    |     |    |    |    |    |     |    |    | Punti | Pos. |
| ---- | ------ | ----- | --------------- | -- | --- | -- | -- | -- | -- | -- | -- | --- | -- | --- | -- | -- | -- | -- | --- | -- | -- | ----- | ---- |
| 2014 | PBM 01 | B     | Michael Laverty | 16 | 16  | 18 | 16 | 16 | 16 | 17 | 21 | Rit | 14 | Rit | 17 | 17 | 16 | 18 | 13  | 12 | 19 | 18    | 12º  |
| 2014 | PBM 01 | B     | Broc Parkes     | 15 | Rit | 21 | 17 | 18 | 17 | 16 | 11 | 21  | 15 | 19  | 21 | 18 | 18 | 20 | Rit | 14 | 20 | 18    | 12º  |

| Legenda | 1º posto        | 2º posto            | 3º posto            | A punti      | Senza punti        | Grassetto – Pole position Corsivo – Giro più veloce |
| Legenda | Gara non valida | Non qual./Non part. | Ritirato/Non class. | Squalificato | '-' Dato non disp. | Grassetto – Pole position Corsivo – Giro più veloce |